# Iry-Hor

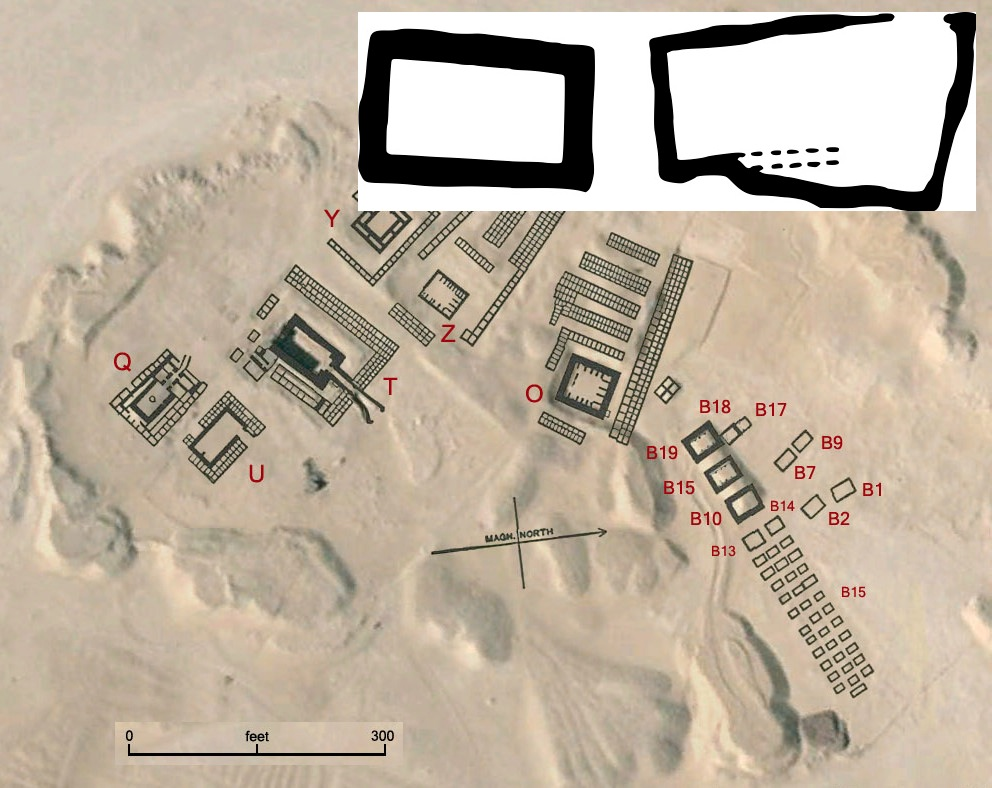
Umm el-Káb – Iry-Horovy hrobky B1 a B2

Iry-Hor či Iri-Hor byl vládce starověkého Egypta z dynastie 0. Jeho předchůdcem byl pravděpodobně Štír I. nebo Dva Sokoli. Jeho jméno znamená „Patřící Horovi“ nebo „Doprovázející Horem“. Nástupcem Ira byl Ka-Hora.

## Hrob
Zůstal pohřben v Abydu v Umm el-Kábu. Jeho hrob se skládá ze dvou komor: B1 o rozměrech 2,5 m × 7 m a B2 o rozměrech 4,30 m × 2,50 m. Ve spodní komoře byly nalezeny fragmenty keramiky s názvem Iry-Hor. Jde o nejstarší hrob v Umm el-Kábu.